# Барсегян, Рубен Сергеевич
Рубе́н Серге́евич Барсегя́н (арм. Ռուբեն Սերգեյի Բարսեղյան, 11 февраля 1957, село Агин, Агинский район) — армянский государственный деятель.
- 1963—1973 — Ереванская средняя школа.
- 1973—1978 — факультет технической кибернетики Ереванского политехнического института, факультет «Системы автоматического управления».
- С 1978 — работал в Ереванском НИИ математических машин.
- 1991 — перешёл на работу в государственное управление по вопросам беженцев в качестве заместителя начальника.
- 1992—1995 — первый заместитель начальника того же управления.
- 1995—1996 — первый министр территориального управления Армении.